# 度假村

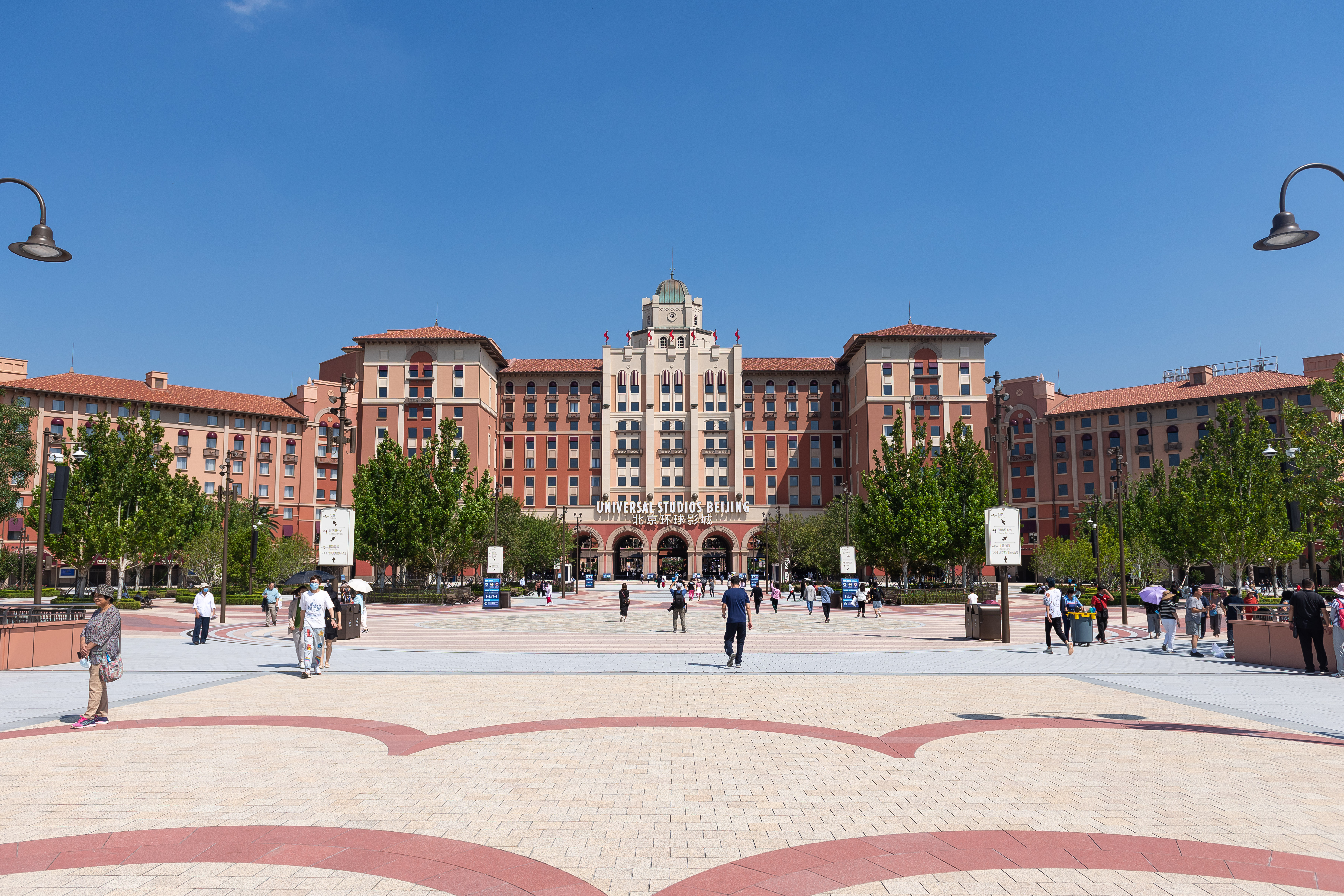
北京環球度假區

度假村（英語：Resort），又作度假区，指的是一個專門吸引遊客停留的區域，在這片區域之內通常會建有好幾棟形態各異的建築，集合了住宿、娛樂、放鬆和運動等眾多功能。
度假村通常由一間獨公司營運，亦有集團合營例子。為了讓遊客充份享受假期，度假村內通常設有多項設施以應付客人的一切需要，包括度假酒店、餐廳、體育設施、娛樂設施、購物商場、遊樂園、主題樂園以及賭場等等。一些以度假村為主體的城鎮，又被稱為度假村城鎮。基本上，度假村一詞主要是用作區別於一些沒有提供其他度假村應有設備的酒店。但是，用作住宿的酒店亦是度假村的中樞部分。